# NECパーソナルコンピュータ
NECパーソナルコンピュータ株式会社（エヌ・イー・シー パーソナルコンピュータ、英:  NEC Personal Computers, Ltd.）は、東京都千代田区外神田4丁目（秋葉原）に本社を置くNECレノボ・ジャパングループの電機メーカー。略称はNEC PC（エヌ・イー・シー・ピー・シー）。
NECパーソナルコンピュータはNECレノボ・ジャパングループであると同時に、NECグループのLenovo NEC Holdings B.V.（レノボNECホールディングス）傘下企業である。
日本電気 (NEC) ブランドのパソコンの商品企画・開発・製造・販売・保守および中国のレノボ (Lenovo) ブランドの一部パソコンを製造している。

## 沿革

### 前史
- 2001年（平成13年）10月 - 日本電気 (NEC)のパソコン関連事業を「製販」2社体制に統合する目的で、NECカスタムテクニカ[注釈 2]とNECカスタマックス[注釈 3]が営業開始[4][5]。
- 2002年（平成14年）7月 - パソコン事業のサービス・サポート機能強化のため、NECカスタムサポートが営業開始[6][7]。
- 2003年（平成15年）7月 - NECカスタムテクニカとNECカスタマックスが合併し、パソコン事業関連商品 の企画・製造から販売・サポートまでを一貫して行うNECパーソナルプロダクツが営業開始。
- 2004年（平成16年）7月 - NECカスタムサポートをNECパーソナルプロダクツに統合し、「製販サービス一体」の体制構築。
- 2011年（平成23年）1月27日 - NECパーソナルプロダクツのパソコン事業を分社化し、レノボとともに持株会社「Lenovo NEC Holding B.V.（レノボNECホールディングス）」を設立すると発表した[8]。

### 当社設立後
- 2011年7月1日 - NECが49%、レノボが51%をそれぞれ出資し、合弁会社としてLenovo NEC Holding B.V.が発足。その傘下として、NECパーソナルプロダクツのパソコン事業を分離した新会社NECパーソナルコンピュータ及びレノボ・ジャパンが設置された[9]。NECパーソナルコンピュータはLenovo NEC Holding B.V.の100%子会社である[10][11]。両社をNECレノボ・ジャパングループと総称する[3]。NECはパソコンの製造をNECパーソナルコンピュータへ移管した[注釈 4]。
  - 国内市場は引き続きNECブランドで、個人向けPCのVALUESTARとLaVie、企業向けビジネスPCのMateとVersaProをNECパーソナルコンピュータが製造し、企業向け製品はNECが販売する。レノボとともにNECブランドも残る。この合弁はNECにとっては実質的なパソコン事業の売却であり[12]、NECの同意があれば、レノボ側が合弁会社の全株式取得権を統合から5年後に行使できる[13]。
- 2014年（平成26年）10月7日 - NECとレノボは事業統合契約を更新した。
  - 従来「2016年の時点でレノボが全株式取得が可能」とされていた点は、期限を2018年までに延長した上で以降は2026年まで自動更新され、かつレノボがNECの保有する株式を買い取って出資比率を66.6%まで引き上げ、NECは議決権を確保可能な33.4%を保有することを可能とする条項が追加された[14]。
- 2015年（平成27年）2月24日 - 米沢事業場でThinkPadを生産開始[15][16][17]。
- 2016年（平成28年）7月1日 - NECは前記の条項に沿い、自社の持つ普通株式の9割をレノボに譲渡し、代わりに新たに発行される劣後株式を引き受けることで、議決権確保可能な33.4%まで出資比率を引き下げることを発表した[18][19]。NECは譲渡後も普通株もあわせて株主総会で重要事項に対する拒否権のある33.4%の議決権を維持し、持ち分法適用会社とする[19]。この譲渡に伴い、NECは200億円の売却益を2017年3月期に計上した[18]。売却益は社会インフラ部門への投資に使われるのではないかと報じられている[19]。
- 2017年（平成29年）11月 - 富士通及び富士通クライアントコンピューティングがレノボと合弁会社を立ち上げることを正式発表した際、同様の体制をとるNECとの競合を懸念する声が挙がったが、NECは「NECの強みである顔認証技術などで差別化できる」とする見解を示した[20]。
- 2020年（令和2年）3月16日 - NECレノボ・ジャパングループ[3]のレノボ・ジャパンが株式会社から合同会社に改組した。NECパーソナルコンピュータは、引き続き株式会社として運営される[21]。
- 2024年（令和6年）10月17日 - NEC本体が担当してきた企業向けパソコンの販売を、翌年4月から個人向け製品と同じく当社から直接販売する形に変更すると発表[22]。

## 歴代社長
NECパーソナルコンピュータ初代社長には、NECパーソナルプロダクツ代表取締役 執行役員社長の高須英世が就任。
| 代 | 氏名                                     | 在任期間               | 役職                    |
| -- | ---------------------------------------- | ---------------------- | ----------------------- |
| 1  | 高須英世（たかす ひでよ）                | 2011年7月 - 2011年12月 | 代表取締役 執行役員社長 |
| 2  | 高塚栄（たかつか さかえ）                | 2012年1月 - 2013年6月  | 代表取締役 執行役員社長 |
| 3  | Roderick Lappin （ロードリック・ラピン） | 2013年6月 - 2015年3月  | 代表取締役 執行役員社長 |
| 4  | 留目真伸（とどめ まさのぶ）              | 2015年4月 - 2018年5月  | 代表取締役 執行役員社長 |
| 5  | David Bennett （デビット・ベネット）     | 2018年5月 - 2022年6月  | 代表取締役 執行役員社長 |
| 6  | Amar Babu （アマ―・バブ）                | 2022年6月 - 2022年9月  | 代表取締役 執行役員社長 |
| 7  | 檜山太郎（ひやま たろう）                | 2022年10月 - 現職      | 代表取締役 執行役員社長 |

## 製品

### コンピュータ

#### パーソナルコンピュータ
- PC98-NXシリーズ

NECのパソコン一覧も参照。

#### 個人向けPC
- LAVIE
  - ハローキティ ノートPC（ハローキティ誕生30周年限定モデル[30]）

#### ビジネスPC
- Mate
- VersaPro

#### Androidタブレット
- LAVIE Tab

## 営業拠点

### コンシューマ事業本部 エリア統括部
- 北海道支店 （札幌）
- 東北支店 （仙台）
- 東京支店
- 横浜支店
- 千葉支店
- 埼玉支店
- 群馬支店
- 名古屋支店
- 大阪支店
- 広島支店
- 九州支店 （福岡）

## 開発生産・保守サポート拠点
商品企画・開発・製造を米沢事業場で、保守サポートを群馬事業場で行っている。

### 事業場
- 米沢事業場（山形県米沢市下花沢）：開発生産
- 群馬事業場（群馬県太田市西矢島町）：保守サポート

## 関連会社

### NECレノボ・ジャパングループ
NECレノボ・ジャパングループとは、Lenovo NEC Holdings B.V.及びその傘下にあるNECパーソナルコンピュータ、レノボ・ジャパンの総称である。
- Lenovo NEC Holdings B.V.（NEC・レノボ両社出資による合弁により2011年7月に発足したパソコン事業の持株会社[注釈 5]）
  - NECパーソナルコンピュータ
  - レノボ・ジャパン